# Il lungo giorno della violenza
Pour plus de détails, voir Fiche technique et Distribution.
Il lungo giorno della violenza, parfois traduit Le Long Jour de la violence (titre espagnol : El bandido Malpelo), est un western spaghetti dramatique italo-espagnol sorti en 1971, réalisé par Giuseppe Maria Scotese.

## Synopsis
Un jeune idéaliste décide de s'engager pour la révolution mexicaine, et dérobant des documents militaires et en les remettant à Pancho Villa. Les Federales essaient de l'arrête avec l'aide du bandit Juan Cisneros.

## Fiche technique
- Titre original italien : Il lungo giorno della violenza
- Titre espagnol : El bandido Malpelo[1]
- Titre français : Le Long Jour de la violence[1]
- Réalisation : Giuseppe Maria Scotese
- Scénario : Eduardo Manzanos Brochero, Giuseppe Maria Scotese, Marco Vecchio
- Genre : western spaghetti, film dramatique
- Musique : Marcello Giombini
- Production : Eduardo Manzanos Brochero pour Copercines, Cooperativa Cinematografica, Suprania Films
- Photographie : Gian Paolo Santini
- Montage : Eugenio Alabiso, Antonio Gimeno
- Durée : 100 minutes
- Maquillage : Manolita G. Fraile
- Pays de production :  Italie,  Espagne
- Langues originales : italien, espagnol
- Dates de sortie : 
  - Italie : 9 octobre 1971
  - Espagne : 29 mars 1973 (Bilbao)
  - France : 1973 (?[1])

## Distribution
- Eduardo Fajardo : Juan Cisneros
- George Grand (sous le pseudo de George Garvell) : Diego Medina
- Charo López : Lupe
- José Nieto : capitaine Orozco
- Sergio Doria : El Timbio
- Giovanni Pallavicino : Fuentes
- Miguel del Castilo : Felix Dominguez
- Léa Nanni : Maruja